# لورينزو موريتي
لورينزو موريتي (بالإيطالية: Lorenzo Moretti)‏ هو لاعب كرة قدم إيطالي في مركز الدفاع، ولد في 26 فبراير 2002 في ماجينتا في إيطاليا.

## وصلات خارجية
- لورينزو موريتي على موقع قاعدة بيانات كرة القدم.إي يو (الإنجليزية)
- لورينزو موريتي على موقع Soccerway.com (الإنجليزية)